# Erotic Diarrhea Fantasy
Erotic Diarrhea Fantasy (traducido como Fantasía Erótica de Diarrea) es el primer álbum de la banda Torsofuck. Usualmente, este álbum es catalogado entre fanes de música extrema como un álbum de Pornogrind, debido a que posee un sonido tan bajo, brutal y con voces incomprensibles como en el género mencionado. Este álbum destaca debido a su sonido extremadamente bajo y a la voz, la cual es un gutural tan bajo que es prácticamente imposible seguir las letras. No se usó ningún efecto o armonizador electrónico para lograr la voz en este álbum. 
A pesar de esto, el álbum es criticado debido al uso excesivo de intros de películas en la mayoría de las canciones, algunas de las cuales llegan a ocupar la mitad de la duración de una canción. A la vez también es criticado por sus letras, las cuales son consideradas infantiles, genéricamente simples y sobre el mismo tema (violación con algo añadido).

## Lista de canciones
Todas las letras creadas por Torsofuck
| N.º | Título                               | Duración |  |
| 1.  | «Mutilated for Sexual Purposes»      | 04:21    |  |
| 2.  | «Erotic Diarrhea Fantasy»            | 02:37    |  |
| 3.  | «Fistfucking Her Decomposed Cadaver» | 02:37    |  |
| 4.  | «Worm Infested Anal»                 | 03:02    |  |
| 5.  | «Raped by Elephants»                 | 04:14    |  |
| 6.  | «Pussy Mutilation»                   | 03:29    |  |
| 7.  | «Snuffed Freak»                      | 01:48    |  |
| 8.  | «Four Legged Whore»                  | 02:20    |  |
| 9.  | «Cannibal»                           | 05:47    |  |

## Miembros
- Mikko - Voces, Guitarra, Bajo
- Jarkko - Bajo, Baterías programadas